# Castello Hülshoff

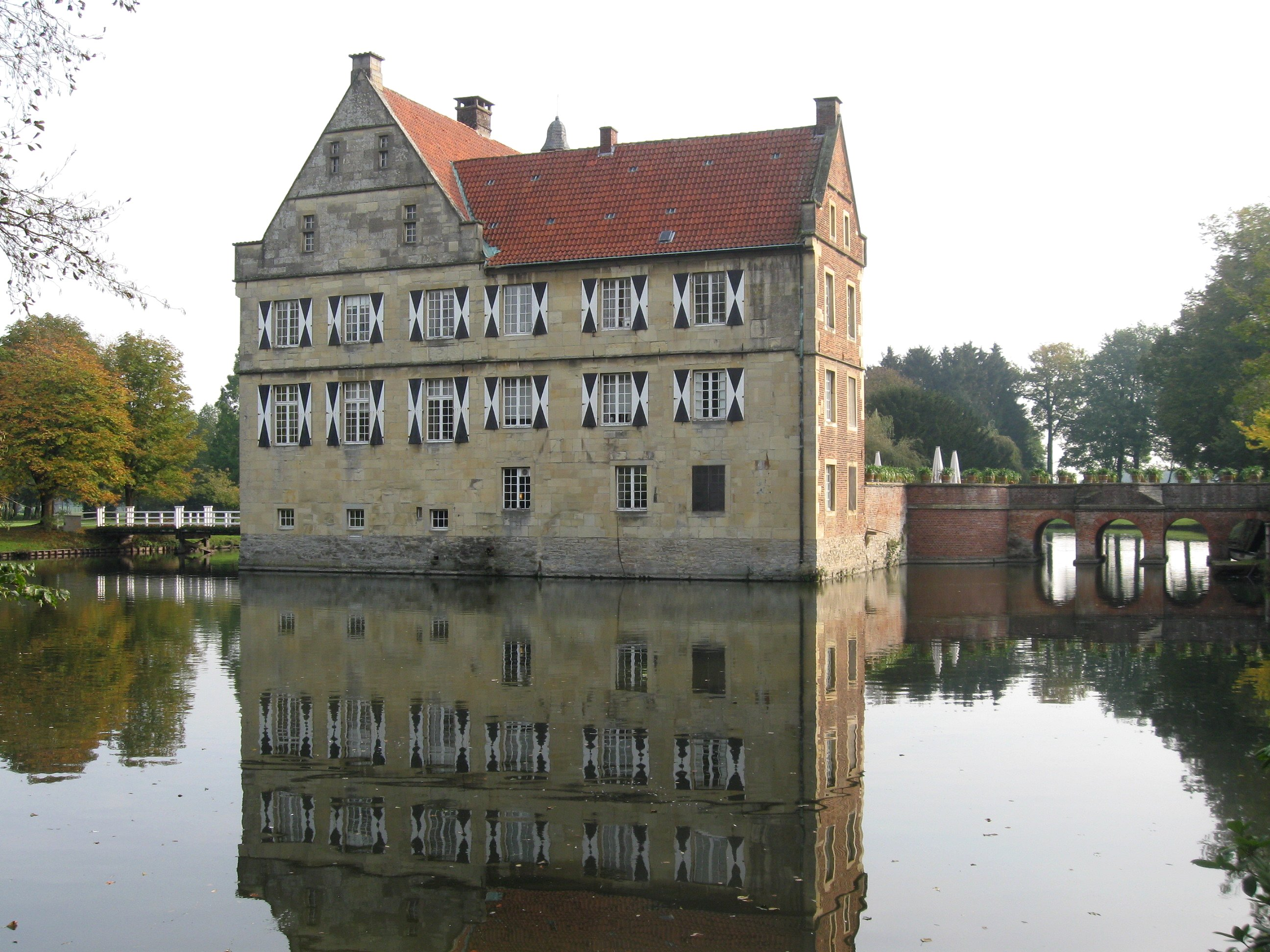
Altra facciata del castello

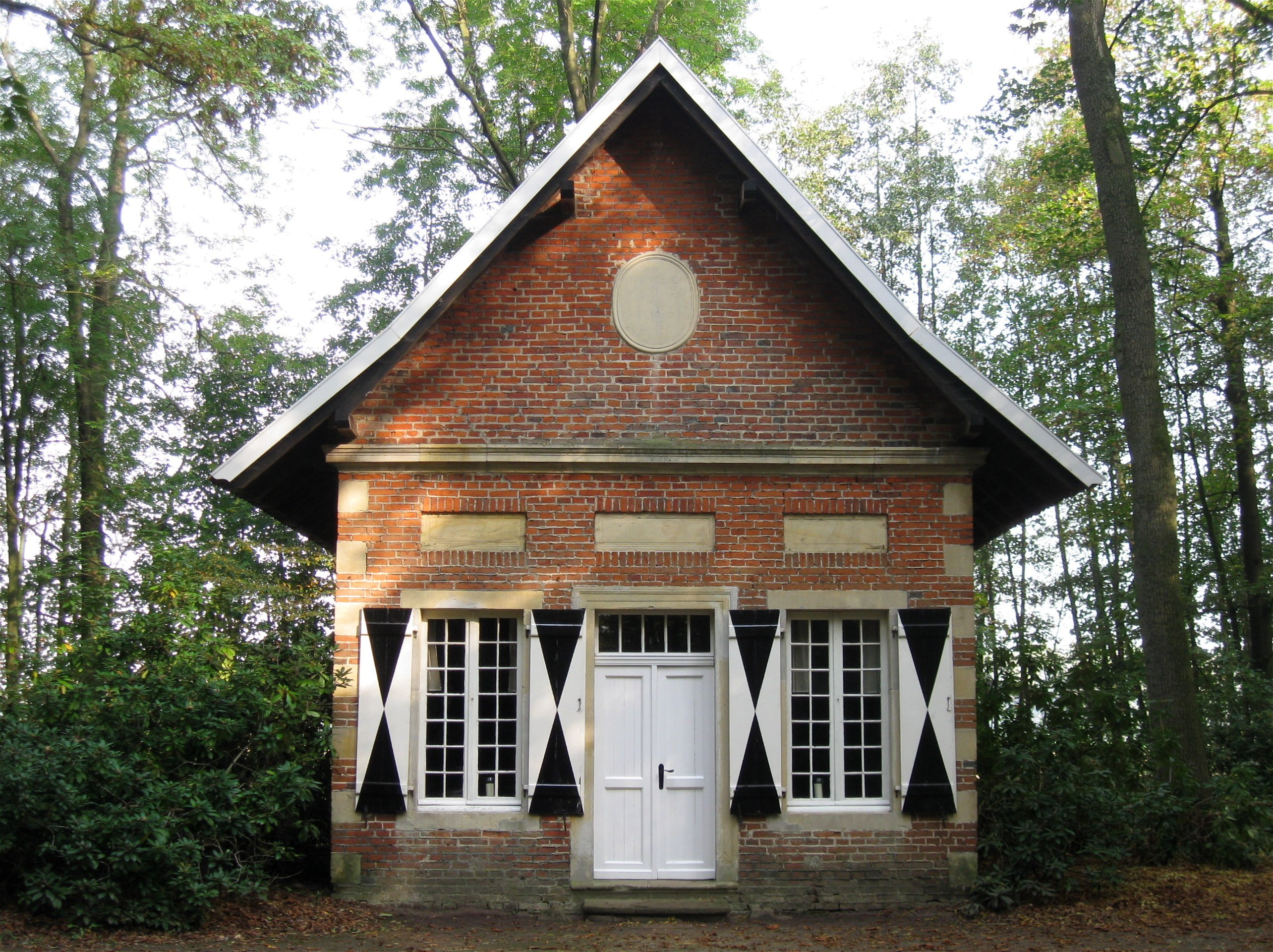
Casetta nel giardino del castello

Il castello Hülshoff (in tedesco: Burg Hülshoff) è un tipico castello sull'acqua della regione tedesca del Münsterland, nel Land Renania Settentrionale-Vestfalia, situato tra il comune di Havixbeck e la località di Roxel (frazione di Münster  e costruito nella forma attuale tra il 1540-1545. Fu di proprietà dei signori Droste zu Hülshoff,  e fu il luogo di nascita della scrittrice Annette von Droste-Hülshoff.

## Descrizione
Il castello, in stile rinascimentale, si dispone su due isolotti: in un isolotto si erge il corpo centrale, mentre nell'altro isolotto si ergono delle torri quadrate che erano destinate alla servitù.
Il corpo centrale si caratterizza per i suoi frontoni a scalare.
|  |

## Storia
La prima menzione di un castello in loco risale all'XI secolo, quando si parlava della corte "zum Hülshoff", di proprietà dei signori Von Schonebeck.
Nel 1414, la parte settentrionale del parco attorno al castello fu acquisita da Johann IV. von Droste.
Tra il 1540-1545, l'edificio fu rifatto in stile rinascimentale per volere di Heinrichs I von Droste-Hülshoff.
|  |

Nel 1870, fu annessa al castello una cappella.

## Annette von Droste-Hülshoff
La scrittrice nacque nel castello il 10 gennaio 1797.
Vi visse per ventinove anni, cioè fino al 1826, quando suo padre morì e il castello divenne di proprietà del fratello Werner.
|  |